# Belleville (Ontario)
Pour les articles homonymes, voir Belleville.
Belleville est une ville canadienne située dans l'Ontario. Elle est le siège du comté de Hastings.

## Géographie
Belleville est établie à l'embouchure de la rivière Moira dans la baie de Quinte, dans le sud-est de l'Ontario. Sa superficie est de 247,25 km2 et son centre se situe à 192 km (119 miles) de Toronto, 221 km (137 miles) d'Ottawa et 356 km (221 miles) de Montréal.

## Démographie
| 2001   | 2006   | 2011   | 2016   |
| ------ | ------ | ------ | ------ |
| 46 029 | 48 821 | 49 454 | 50 716 |

## Histoire
À l'origine l'emplacement d'un village Mississaugus Anishinaabe (dans le XVIIIe siècle appelé Asukhknosk, le futur emplacement de la ville a été colonisée par des Loyalistes de l'Empire-Uni, après quoi il est devenu connu comme Meyer's Creek après éminent colon et industriel John Walden Meyers. Il a été renommé en l'honneur de Belleville Lady Arabella Gore en 1816, après une visite de la colonie par Sir Francis Gore et son épouse.
Belleville est devenu un important carrefour ferroviaire avec l'achèvement de la Grand Trunk Railway en 1855. En 1858, le pont en fer au-dessus de la rivière Moira, sur Bridge Street devint le premier pont de fer dans le comté de Hastings. De Belleville ville gothique victorien magnifique hall a été construit en 1872 pour abriter le marché public et des bureaux administratifs. La Mairie tour s'élève quelque 185 pieds (56 m) au-dessus du niveau de la rue.
La chaîne de restaurant Dixie Lee Fried Chicken (1964) et la fin du voyage Corporation économie limitée Service chaîne d'hôtel (1978) ont tous deux été fondés dans la ville.
En 1998, la ville a été fusionnée avec le canton de Thurlow pour former un élargissement ville de Belleville dans le cadre de restructuration des municipalités à la grandeur de l'Ontario. La ville a également annexé des portions de Quinte Ouest vers l'Ouest.

## Économie
Parmi les compagnies de renommée internationale ayant des opérations industrielles à Belleville, on compte :
- Procter & Gamble
- Lipton
- Wilson Sports
- Nortel

## Musique
C'est la ville natale de la chanteuse Avril Lavigne.

## Sport
En hockey sur glace, y évoluent les Bulls de Belleville et les Senators de Belleville. Il s'agit de la ville natale de Matt Cooke.
C'est aussi la ville natale des grands joueurs de la LNH comme Bobby Hull et de son fils Brett Hull.